# الدوري الأدرياتيكي 2006–07
الدوري الأدرياتيكي 2006–07 (بالصربية: Јадранска лига у кошарци 2006/07.)‏ هو الموسم 6 من  الدوري الأدرياتيكي. أقيم خلال الفترة 30 سبتمبر 2006 وحتى 18 أبريل 2007، وأشرف على تنظيمه اتحاد الدوريات الأوروبية لكرة السلة ‏، وكان عدد الأندية المشاركة فيه  14، وفاز فيه نادي بارتيزان لكرة السلة.